# Пибербах
Пибербах (нем. Piberbach) — коммуна (нем. Gemeinde) в Австрии, в федеральной земле Верхняя Австрия. 
Входит в состав округа Линц.  Население составляет 1757 человек (на 1 января 2005 года). Занимает площадь 17 км². Официальный код  —  41018.

## Политическая ситуация
Бургомистр коммуны — Флориан Кранаветтер (АНП).
Совет представителей коммуны (нем. Gemeinderat) состоит из 19 мест.
- АНП занимает 10 мест.
- СДПА занимает 8 мест.
- АПС занимает 1 место.